# Minuto y segundo de arco
Un minuto de arco, arcminute (arcmin), expresado mediante el símbolo ′, es una unidad angular que mide  160 de un grado. Dado que un grado es 1360 de un giro (o rotación completa), un minuto de arco es 121 600 de un giro completo. Originalmente la milla náutica (nmi) fue definida como un minuto de latitud en un modelo esférico de la Tierra, de forma tal que la circunferencia de la Tierra resulta tener un valor muy cercano a 21 600 millas náuticas.  Un minuto de arco es π10 800 de un radian.
Un segundo de arco, arcsecond (arcsec), expresado mediante el símbolo  ″, es 160 de un minuto de arco, 13 600 de un grado, 11 296 000 de un giro completo, y π648 000 (unos 1206 264,8) de un radian.
Estas unidades tuvieron su origen en la astronomía babilónica como subdivisiones sexagesimales de un grado; se utilizan en campos donde es necesario referirse a ángulos muy pequeños, tales como astronomía, optometría, oftalmología, óptica, navegación, topografía, y relevamiento.
Para expresar ángulos aun más pequeños, se pueden emplear prefijos SI estándar; el milisegundo de arco (mas) (una milésima de un segundo de arco) y microsegundo de arco (μas) (una millonésima de un segundo de arco) , por ejemplo, son utilizados comúnmente en astronomía. Para un área tridimensional como es el caso de una esfera, se pueden utilizar square arcminutes o segundos.